# Ганино (Удмуртия)
Ганино — упразднённая в 1987 году деревня в Удмуртии. Находилась на территории сельского поселения «Ворцинское» Ярского района.

## География
Располагалась в северо-западной части республики, в южной части района, в пределах Красногорской возвышенности, на реке Моя, в 38 километрах западнее Глазова.

## История
По состоянию на 1 августа 1957 года деревня входила в Ворцинский сельсовет.

## Население
В 1961 году в Ганино проживало 20 человек.

## Инфраструктура
Было развито сельское хозяйство.

## Транспорт
Просёлочные дороги, идущая одна между деревнями Бердыши и Дусыково, другая — к Шестоперово.